# Преступление и наказание (фильм, 1935, Франция)
«Преступление и наказание» (фр. Crime et châtiment) — французский криминальный драматический фильм 1935 года режиссёра Пьера Шеналя и продюсера Мишеля Кагански с Гарри Бауром, Пьером Бланшаром и Мадлен Озере в главных ролях. Экранизация одноименного романа Федора Достоевского 1866 года. В том же году была снята американская экранизация с участием Питера Лорре.
Декорации к фильму разработал художник-постановщик Эме Базен. Шеналь отверг оригинальные проекты Базена как слишком реалистичные и исторически достоверные, поскольку он хотел создать для фильма более экспрессионистскую атмосферу.

## Критика
В своей статье для The Spectator в 1936 году Грэм Грин дал фильму умеренно хорошую рецензию, высоко оценив режиссуру и операторскую работу, особенно во время сцены убийства, верность фильма тексту романа, и игру Пьера Бланшара в образе Раскольникова. Что касается изображения Порфирия Гарри Бауэром, Грин охарактеризовал игру как «прекрасное представление, лучшее, что я видел в кино в этом году». Для Грина главная проблема с фильмом заключалась в том, что при повествовании от третьего лица, вместо того, чтобы подойти к нему изнутри разума Раскольникова, оригинальная история неизбежно была урезана.

## Состав
- Гарри Баур, в роли Порфирия
- Пьер Бланшар в роли Родиона Раскольникова
- Мадлен Озерей в роли Сони
- Люсьен Ле Маршан в роли Дуни
- Марсель Жениа в роли мадам Раскольниковой
- Александр Рино в роли Разумихина
- Сильви в роли Екатерины Ивановой
- Эме Кларион в роли Лужина
- Магделейн Берюбе в роли Алёны Ивановны
- Жорж Дукинг, в роли Николая
- Марсель Делатр в роли Мармеладова
- Кэтрин Хесслинг в роли Лизы
- Дэниел Гилберт в роли Замятова